# 암파우
일반적으로 튀긴 쌀 또는 뻥튀기 쌀등으로 영어식으로 표현되는 암파우(영어: Ampaw)는 필리핀의 달콤한 뻥튀기이다. 전통적으로 햇볕에 말린 남은 요리 흰 쌀밥으로 만들어지는데 쌀밥을 튀긴 다음에 시럽을 올린다. 한국의 전통 과자인 유과와 비슷하다.

## 어원
암파우는 필리핀어군으로 "뻥튀기 곡물" 을 의미한다. 팝콘은 주로 쌀 버전에 적용되지만, 팝콘도 암파우 (보다 더 정확하게 암파우 나 마이스, "뻥튀기 옥수수") 라고 한다. 세부아노 속어로, 암파우는 영어 관용구인 "열기가 가득한 [사람]" 과 거의 같은 완곡 어법이기도 하다. 암파우는 중국의 빨간 봉투, 암파오 또는 앙 파오, 필리핀 Hokkien에서 가까운 동음 이어 와 혼동해서는 안된다.

## 설명
암파우는 흰 쌀밥 (보통 남은 밥)으로 만들어진다. 햇빛에서 약 4 시간 정도 말린다. 그런 다음 뜨거운 기름에 튀겨서 뻥튀기로 만든다. 튀긴 후 기름을 완전히 뺀다. 설탕 유약은 머스코바도 설탕이나 당밀 (또는 옥수수 시럽 ), 소금, 버터 , 식초 또는 칼라만시 주스를 사용하여 따로 요리한다. 유약은 뻥튀기 쌀에 부어 곡물이 고르게 덮힐 때까지 섞는다. 그런 다음 완전히 굳기 전에 식히고 원하는 형태로 만든다. 그것들은 보통 정사각형이나 직사각형 덩어리로 자르거나 공모양으로 만들기도 한다.
전통적인 암파우는 흰색이지만, 요즘은 어린아이들에게 더 끌리기 위해 여러 가지 색과 모양이 있다.

## 여러 종류
첨가물로 암파우를 쉽게 바꿀 수 있다. 구운 땅콩, 피니 피그 (볶은 어린 쌀) 및 초콜릿이 그 예이다. 암파우는 현미 또는 검은 쌀과 같은 다른 유형의 쌀로 만들 수도 있다.

## 갤러리

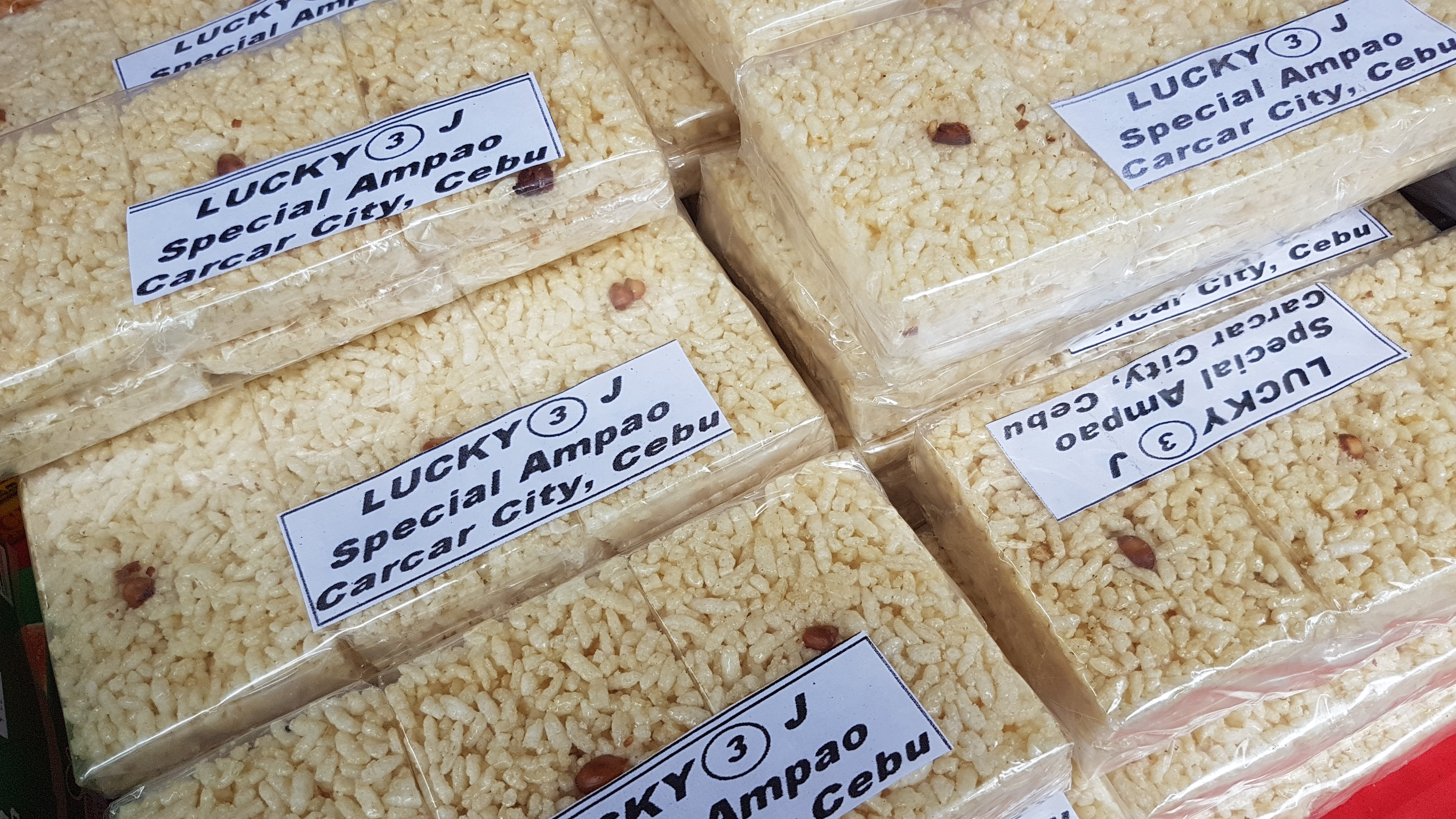
땅콩이 들어간 전통적인 하얀 암파우
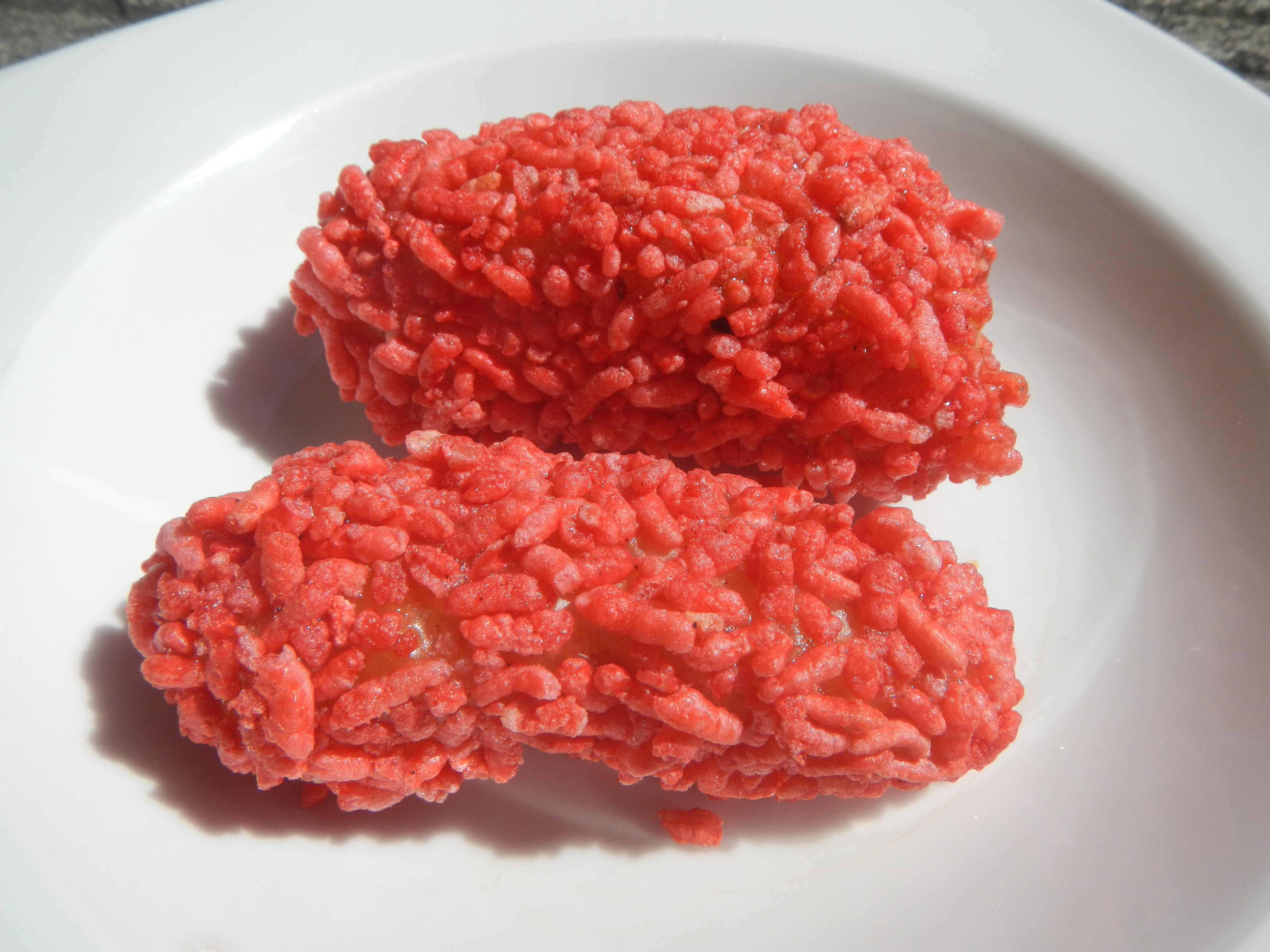
빨간색으로 물들인 암파우